# Rudnik (powiat Krasnostawski)
Rudnik is een dorp in het Poolse woiwodschap Lublin, in het district Krasnostawski. De plaats maakt deel uit van de gemeente Rudnik.